# Аве Цезарь (фильм)
«Аве Цезарь» (англ. Hail Caesar) — молодёжная комедия режиссёра Энтони Майкла Холла, снятая им в 1994 году по сценарию Роберта Миттенталя.

## Сюжет
Юлий Цезарь Макграудер своё громкое имя получил от родителей-археологов. За слабую посещаемость был отчислен из университета и теперь мечтает записать музыкальный альбом со своей рок-группой «Аве Цезарь». Он встречается с юной наследницей местного пластикового магната мистера Будвелла, надеясь в скором времени жениться на ней.
Отец невесты ненавидит этого «молодого выскочку» и предлагает ему 100 000 долларов за отказ от ухаживаний. Гордость не позволяет Цезарю взять отступные и они приходят к соглашению, что если через полгода он сумеет заработать эти деньги, то Будвелл не будет препятствовать их браку.
Цезарь идёт работать на завод по производству ластика, принадлежащий будущему тестю. К своему удивлению он вскоре узнаёт о существовании закрытого «Розового проекта» и выясняет, что на заводе тайно собираются производить пластиковую взрывчатку. Чтобы скрыть все следы, Будвелл отдал приказ взорвать завод. Цезарь чудом остался в живых и добивается ареста Будвелла и его помощника Лари.

## В ролях
- Энтони Майкл Холл — Юлий Цезарь Макграудер
- Бобби Филлипс — Баффер Будвелл
- Николас Прайор — мистер Будвелл
- Роберт Дауни-младший — Джерри
- Фрэнк Горшин — Пит Дьюит
- Сэмюэл Л. Джексон — почтальон
- Джадд Нельсон — заключённый
- Лесли Дэнон — Энн
- Роберт Дауни-старший — Батлер
- Илья Волох — Влад